# Mistrzostwa Europy w Wioślarstwie 1893
1. Mistrzostwa Europy w Wioślarstwie odbyły się w dniach 10–11 września 1893 r. nad włoskim jeziorem Orta. Zawodnicy rywalizowali w 3 konkurencjach wioślarskich. 

## Medaliści
| Konkurencja                 | Złoto | Srebro | Brąz | Źródło      |
| --------------------------- | --- | --- | --- | ----------- |
| M1x (jedynka)               | Edouard Lescrauwaet | Vittorio Leone | E. Lepron | [ 1 ]       |
| M4+ (czwórka ze sternikiem) | Szwajcaria Ben Longchamp · Alfred Baud · Georges Vuillet · Eugène Baud · Henri Sauer (sternik)                                                          | Włochy Giulio Rebuschini · Giacomo Leva · Felice Terruzzi · Angelo Brambillasca · L. Bassano (sternik)                                            | Belgia Auguste Lescrauwaet · Edouard Lescrauwaet · Charles Lescrauwaet · Adrien de Giey                                                                                   | [ 2 ]       |
| M8+ (ósemka)                | Francja Laurent · Filiolau · Gaston Clipet · Auguste Trarieux · J. Delpierre · Ch. Gadebled · P. Panchaud · Pétrus Gatier · François Lebrault (sternik) | Włochy Luigi Rossi · Giuseppe Gribaudi · Augusto Lange · Pietro Lange · Antonio Pagliani · Ferruccio Somaglia · Ercole Aimone · Attilio Chiantore | Belgia Louis Choisy · Paul de Gottal · Octave Schepens · Léonce Roels · Raymond Roels · Isidore Devriendt · Achille Ardenois · Victor de Bisschop · Jules Wilbo (sternik) | [ 3 ] [ 4 ] |

## Klasyfikacja medalowa
| Miejsce | Reprezentacja | Złoto | Srebro | Brąz | Razem |
| ------- | ------------- | ----- | ------ | ---- | ----- |
| 1.      | Belgia        | 1     | 0      | 2    | 3     |
| 2.      | Francja       | 1     | 0      | 1    | 2     |
| 3.      | Szwajcaria    | 1     | 0      | 0    | 1     |
| 4.      | Włochy        | 0     | 3      | 0    | 3     |
| Razem   | Razem         | 3     | 3      | 3    | 9     |